# Nowata
Nowata er en amerikansk by og administrativt centrum for det amerikanske county Nowata County i staten Oklahoma. I 2000 havde byen et indbyggertal på 3.971.
36°41′43″N 95°38′15″V / 36.6953°N 95.6375°V